# Jazyková rodina

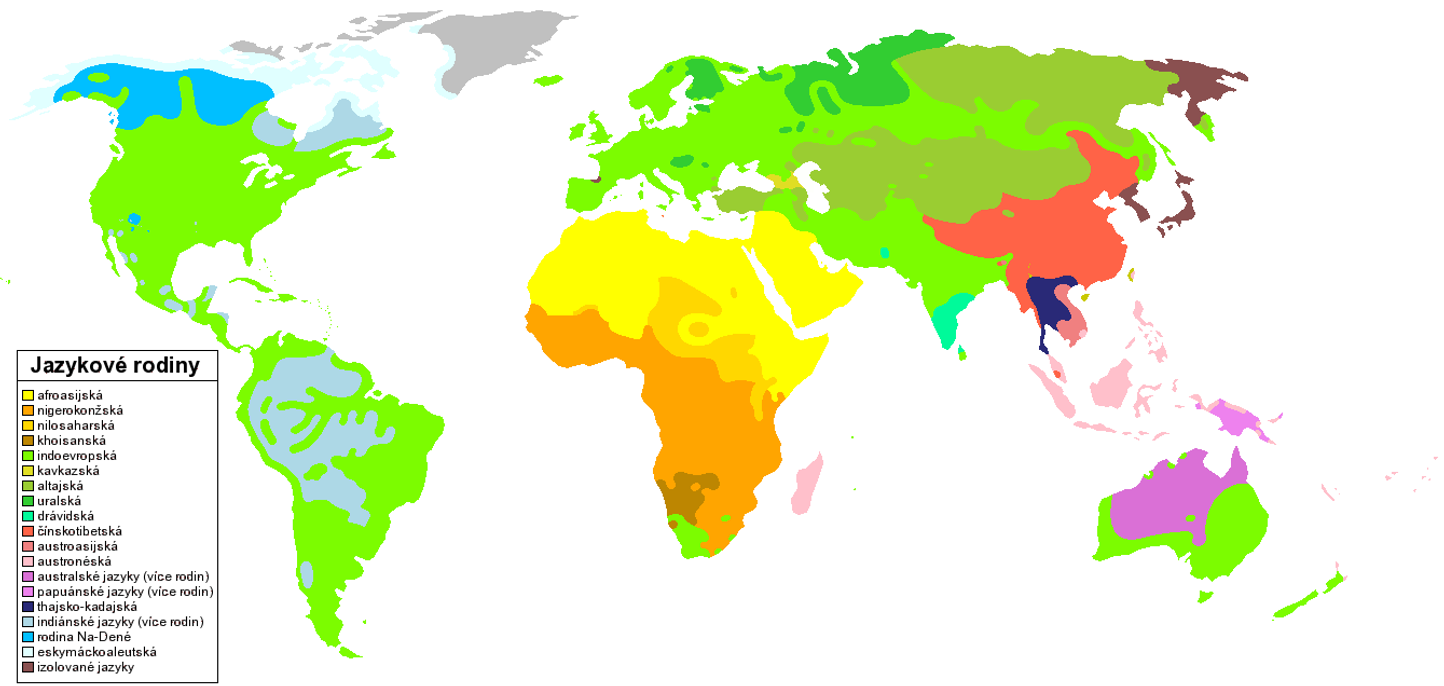
Rozmístění jazykových rodin na mapě světa

Většina jazyků je roztříděna do jazykových rodin. Správně definovaná jazyková rodina je fylogenetickou jednotkou, což znamená, že všechny jazyky v ní obsažené mají společného předchůdce (prajazyk). Tento předchůdce nám většinou není znám přímo, jelikož většina jazyků má velmi krátce zaznamenanou historii. Je ale možné určit mnoho znaků tohoto společného předchůdce za použití srovnávací (komparativní) metody. Jde o rekonstruktivní postup, jehož základy položil v 19. století jazykovědec August Schleicher.
Jazykové rodiny mohou být dále rozděleny na menší jednotky, které se obvykle nazývají „větve“ (historie jazykových rodin je často znázorněna pomocí stromového diagramu).
Společný předchůdce jazykové rodiny (nebo větve) se nazývá prajazyk (nebo protojazyk). Například rekonstruovatelný prajazyk indoevropské jazykové rodiny se nazývá praindoevropština (neexistují ale žádné písemné záznamy v tomto jazyce, jelikož se jím mluvilo před vynálezem písma). Prajazyk může být občas ztotožněn s historicky známým jazykem. Například provinciální dialekty latiny („vulgární“ čili lidová latina) daly vzniknout moderním románským jazykům, a proto je prarománský jazyk víceméně totožný s latinou (i když ne přímo s její klasickou (spisovnou) verzí).
Počet jazykových rodin na světě se pohybuje okolo 141. Většina z nich ale patří k různým indiánským jazykům a jazykům domorodců v Austrálii a Oceánii, a tak je ostatních jazykových rodin pouze přibližně 23. Počet izolovaných jazyků, které vytvářejí vlastní jazykové rodiny o jednom jazyku, se stanovuje na 88, avšak bez jazyků amerických, australských a papuánských domorodců jde pouze o 14 izolovaných jazyků.